# Medal Hamminga
Medal Hamminga – doroczna nagroda przyznawana przez IEEE za wyjątkowy wkład w dziedzinie informatyki.
Medal nosi imię wybitnego amerykańskiego matematyka i specjalisty nauk komputerowych Richarda Hamminga.

## Laureaci nagrody[1]
- 1988: Richard Hamming
- 1989: Irving S. Reed
- 1990: Dennis W. Ritchie i Kenneth L. Thompson
- 1991: Elwyn R. Berlekamp
- 1992: Lotfi A. Zadeh
- 1993: Jorma J. Rissanen
- 1994: Gottfried Ungerboeck
- 1995: Ja’akow Ziw
- 1996: Mark S. Pinsker
- 1997: Thomas M. Cover
- 1998: David D. Clark
- 1999: David A. Huffman
- 2000: Solomon W. Golomb
- 2001: A.G. Fraser
- 2002: Peter Elias
- 2003: Claude Berrou i Alain Glavieux
- 2004: Jack K. Wolf
- 2005: Neil J.A. Sloane
- 2006: Władimir Lewensztejn
- 2007: Awraham Lempel
- 2008: Sergio Verdu
- 2009: Peter Franaszek
- 2010: Whitfield Diffie, Martin Hellman i Ralph Merkle
- 2011: Toby Berger(inne języki)
- 2012: Michael Luby(inne języki), Amin Shokrollahi(inne języki)
- 2013: Robert Calderbank(inne języki)
- 2014: Thomas Richardson(inne języki), Rüdiger Urbanke(inne języki)
- 2015: Imre Csiszar(inne języki)
- 2016: Abbas El Gamal(inne języki)
- 2017: Shlomo Shamai(inne języki)
- 2018: Erdal Arıkan(inne języki)
- 2019: David Tse(inne języki)
- 2020: Cynthia Dwork(inne języki)
- 2021: Raymond W. Yeung
- 2022: Madhu Sudan
- 2023: Frank Kschischang
- 2024: Alexander Barg